# Mesosemia hesperina
Mesosemia hesperina är en fjärilsart som beskrevs av Butler 1874. Mesosemia hesperina ingår i släktet Mesosemia och familjen Riodinidae. Inga underarter finns listade i Catalogue of Life.

## Bildgalleri

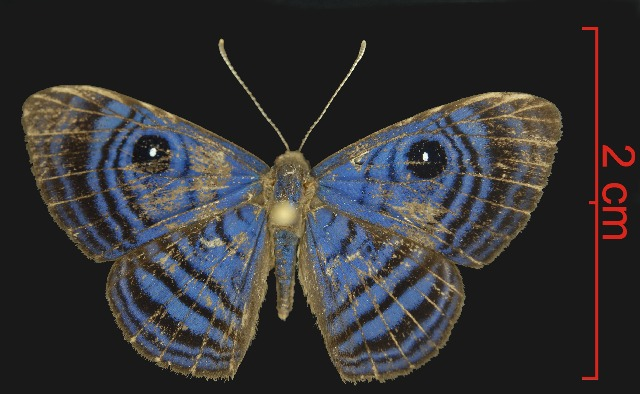
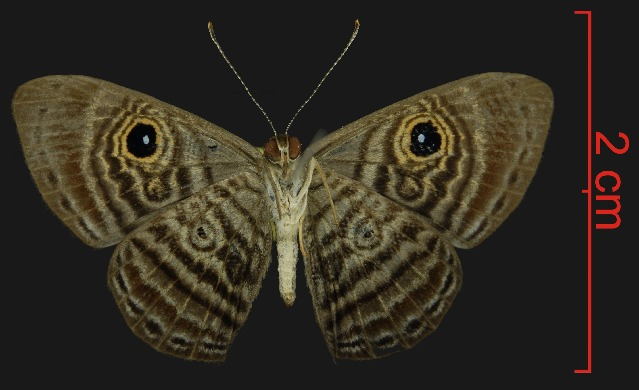